# قضاء رام الله
قضاء رام الله  (بالإنجليزية: District of Ramallah) هو تقسيم إداري سابق في فلسطين التاريخية يعود لفترة الإنتداب البريطاني (بين 1920 وحتى 1948)، مركزه مدينة رام الله.  يقع في الجزء الأوسط  لفلسطين، ويحيط به كل من  قضاء نابلس من الشمال، وقضاء القدس  من الشرق والجنوب، وقضاء الرملة من الغرب.
مساحته عام 1945 نحو 680 كم2، وكان يضم في أواخر عهد الانتداب البريطاني مدينتين هما رام الله والبيرة و58 قرية. وبعد عام 1948 اشتمل قضاء رام الله على 74 قرية بعد ان ضُمت إليه إثر تعيين خط الهدنة عام 14 قرية من قضاء الرملة وقريتان صغيرتان كانتا قد نشأتا قبل ذلك، ومن قرى الرملة التي 
تبعت رام الله بعد الهدنة (بدرس، قبيه، رنتيس، شقبا، شبتين، ديرقديس، خربثا بني حارث، نعلين، عمواس، وبيت نوبا).